# 足柄駅 (静岡県)
足柄駅（あしがらえき）は、静岡県駿東郡小山町竹之下にある、東海旅客鉄道（JR東海）御殿場線の駅である。駅番号はCB09。

## 概要
小山町の足柄地区に位置する駅。1903年（明治36年）1月に信号場として開設され、戦後の1947年（昭和22年）9月に駅に昇格したという経緯を持つ。
開設時は現在の御殿場線は東海道本線の一部であったため、この信号所は東海道本線の信号所として機能していた。1934年（昭和9年）12月に丹那トンネルが開通し東海道本線のルートが熱海経由に変更されると、御殿場を通るルートは御殿場線として分離された。信号場のあった足柄地区の住民は鉄道が本線から地方路線に格下げされたのを好機と捉え、駅の新設運動を開始したという。運動の結果、信号場は駅に変更された。

## 歴史

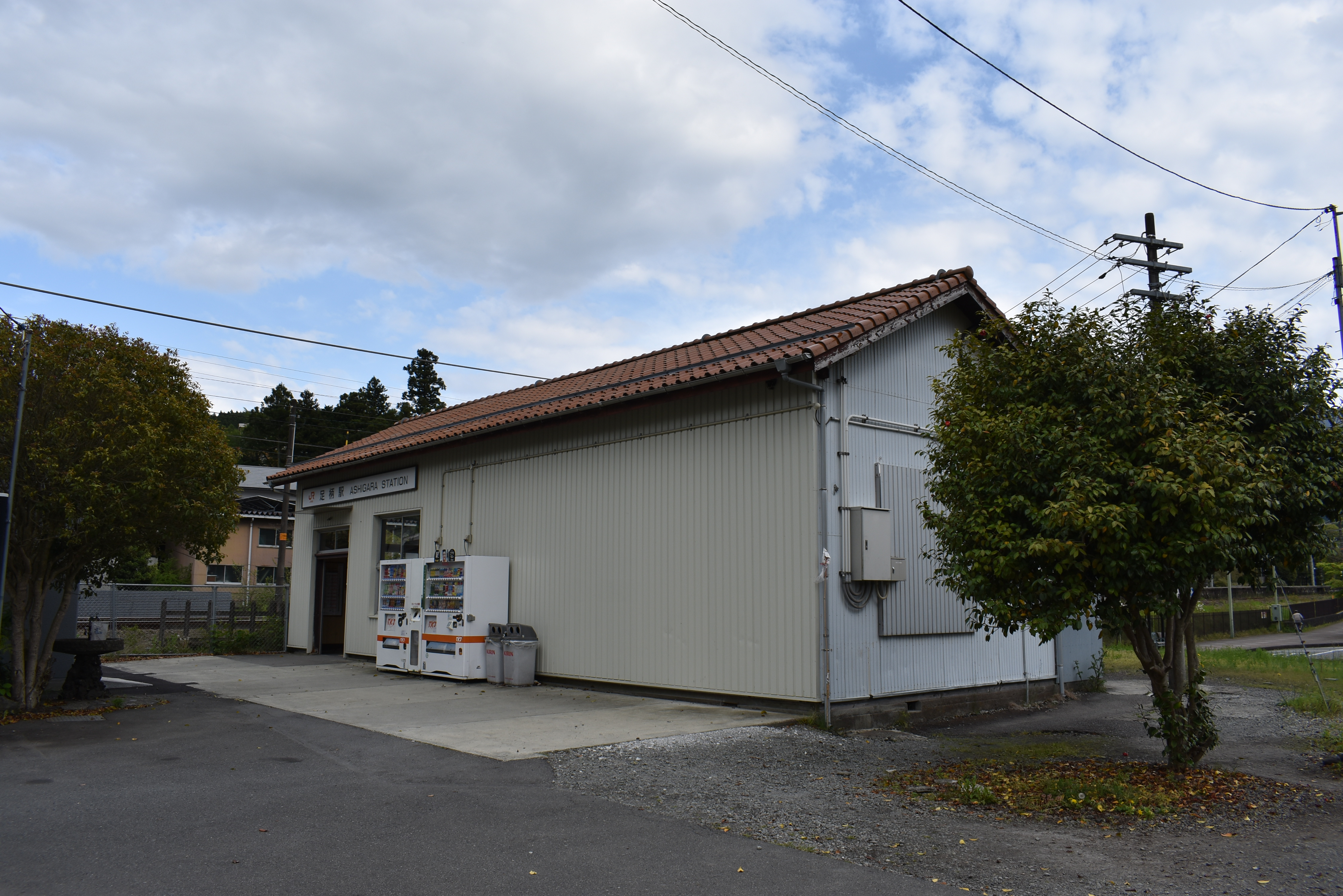
旧駅舎（2019年5月）

- 1903年（明治36年）1月20日：官設鉄道（後に日本国有鉄道）の足柄信号所として、小山 - 御殿場間に開業[2]。
- 1909年（明治42年）10月12日：線路名称制定、信号所を通る路線を東海道本線と命名[6]。
- 1912年（明治45年）3月6日：沼津駅寄りに0.3km移転[3]。
- 1922年（大正11年）4月1日：足柄信号場に改称[3]。
- 1934年（昭和9年）12月1日：熱海 - 沼津間開通に伴い、東海道本線国府津 - 足柄 - 沼津間は御殿場線に改称[7]。
- 1943年（昭和18年）7月11日：御殿場線単線化。付近の路線は信号所開設前の1891年（明治34年）に複線化されていた。
- 1947年（昭和22年）9月15日：駿河小山駅方面に1.4km移転し足柄駅に昇格、旅客営業開始[1][2][3]。
- 1968年（昭和43年）4月27日：御殿場線国府津 - 御殿場間電化に伴い、構内を電化。
- 1971年（昭和46年）2月1日：荷物扱い廃止[3]。
- 1987年（昭和62年）4月1日：国鉄分割民営化に伴い、東海旅客鉄道（JR東海）の駅となる[3]。
- 2019年（平成31年）3月2日：ICカード「TOICA」の利用が可能となる[8]。
- 2020年（令和2年）7月13日：隈研吾設計で、小山町役場足柄支所を兼ねた足柄駅交流センターを併設する新駅舎が供用開始[9]。

## 駅構造
島式ホーム1面2線を有する地上駅。ホーム西側が上り列車が発着する1番線、東側が下り列車が発着する2番線である。
ホームの北端に繋がる構内踏切で1番線を渡った先に駅舎が置かれている。無人駅であり、管理駅の御殿場駅が当駅を管理している。

### のりば
| 番線 | 路線        | 方向 | 行先             |
| ---- | ----------- | ---- | ---------------- |
| 1    | CB 御殿場線 | 上り | 松田・国府津方面 |
| 2    | CB 御殿場線 | 下り | 御殿場・沼津方面 |

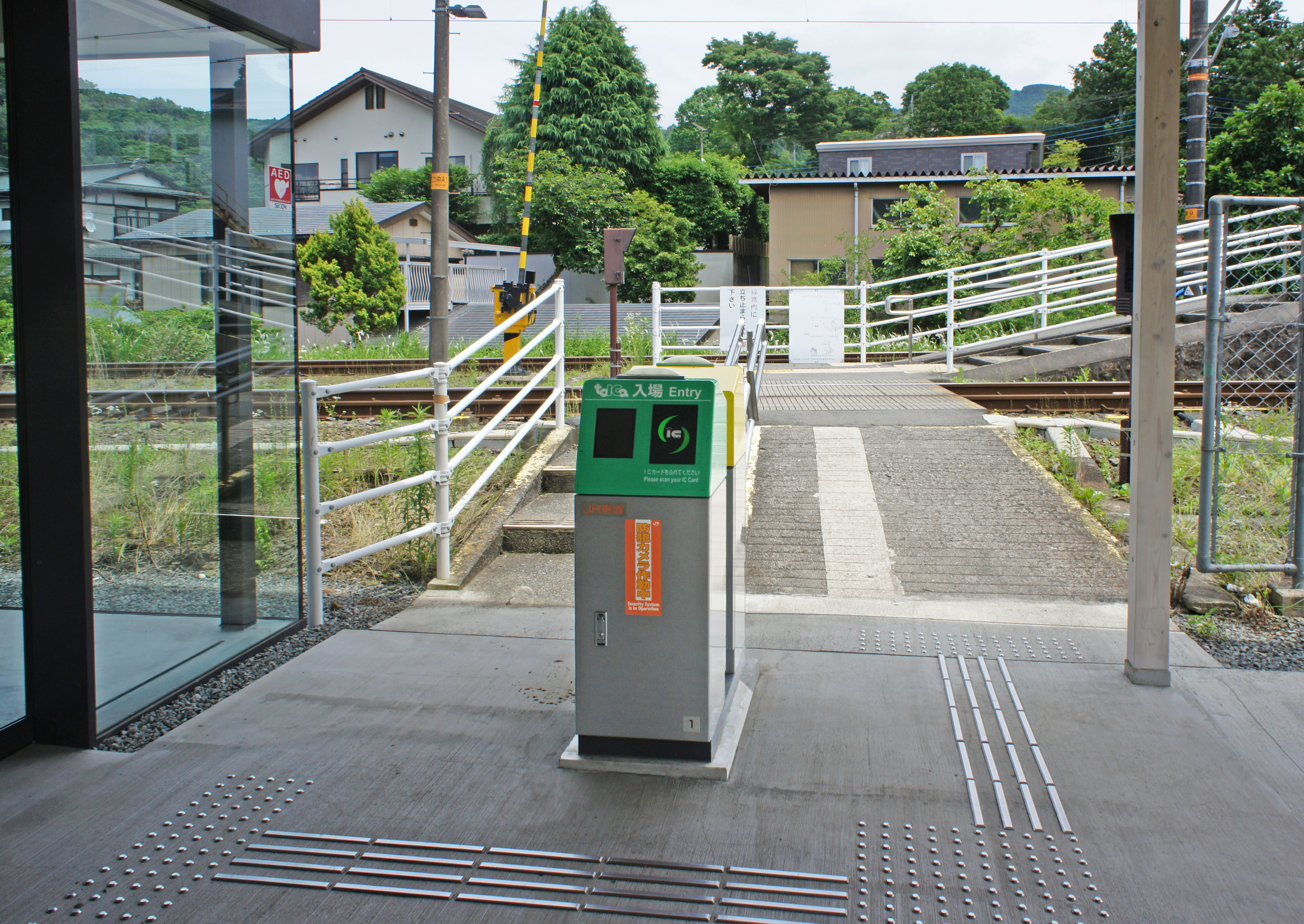
改札口（2022年6月）
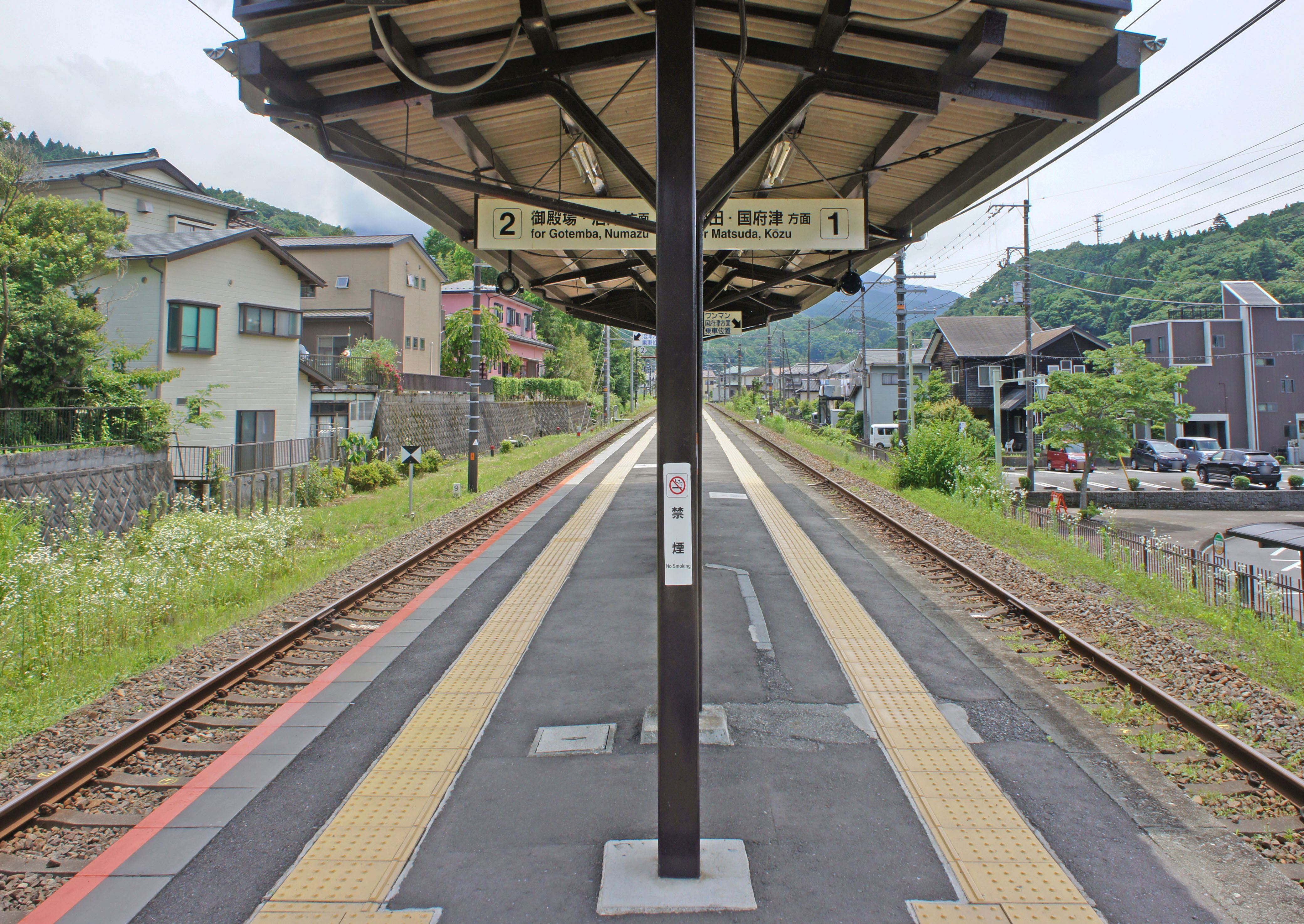
ホーム（2022年6月）
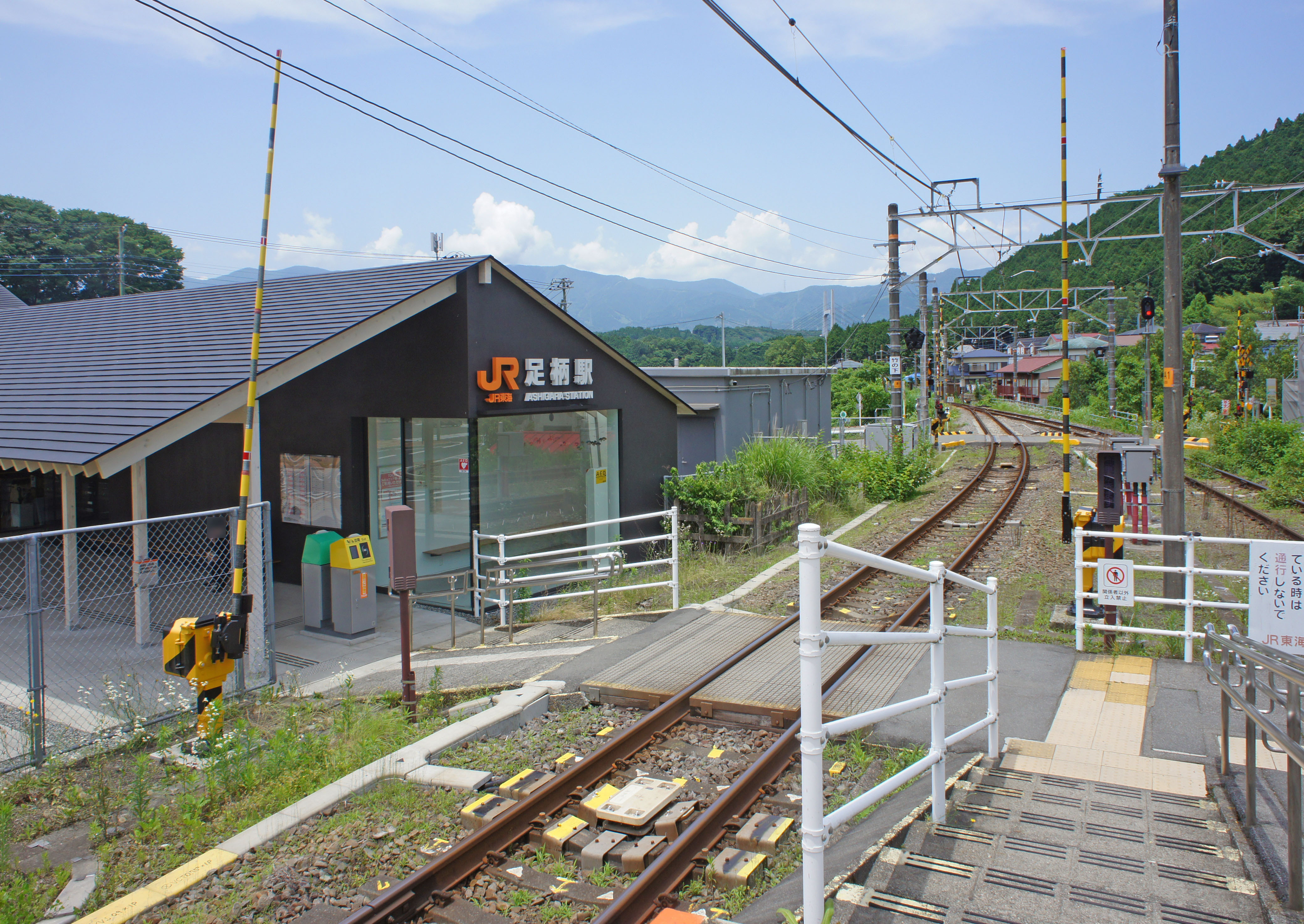
構内踏切（2022年6月）

## 利用状況
「静岡県統計年鑑」によると、2021年度（令和3年度）の1日平均乗車人員は348人である。
1993年度（平成5年度）以降の推移は以下のとおりである。なお、2001年度（平成13年度）- 2009年度（平成21年度）の統計は非公表である。
| 乗車人員推移       | 乗車人員推移     | 乗車人員推移  |
| 年度               | 1日平均 乗車人員 | 出典          |
| ------------------ | ---------------- | ------------- |
| 1993年（平成05年） | 809              | [ 静岡県 2 ]  |
| 1994年（平成06年） | 786              | [ 静岡県 3 ]  |
| 1995年（平成07年） | 763              | [ 静岡県 4 ]  |
| 1996年（平成08年） | 698              | [ 静岡県 5 ]  |
| 1997年（平成09年） | 581              | [ 静岡県 6 ]  |
| 1998年（平成10年） | 617              | [ 静岡県 7 ]  |
| 1999年（平成11年） | 630              | [ 静岡県 8 ]  |
| 2000年（平成12年） | 614              | [ 静岡県 9 ]  |
| 2001年（平成13年） | 非公表           | 非公表        |
| 2002年（平成14年） | 非公表           | 非公表        |
| 2003年（平成15年） | 非公表           | 非公表        |
| 2004年（平成16年） | 非公表           | 非公表        |
| 2005年（平成17年） | 非公表           | 非公表        |
| 2006年（平成18年） | 非公表           | 非公表        |
| 2007年（平成19年） | 非公表           | 非公表        |
| 2008年（平成20年） | 非公表           | 非公表        |
| 2009年（平成21年） | 非公表           | 非公表        |
| 2010年（平成22年） | 521              | [ 静岡県 10 ] |
| 2011年（平成23年） | 470              | [ 静岡県 11 ] |
| 2012年（平成24年） | 487              | [ 静岡県 12 ] |
| 2013年（平成25年） | 505              | [ 静岡県 13 ] |
| 2014年（平成26年） | 481              | [ 静岡県 14 ] |
| 2015年（平成27年） | 495              | [ 静岡県 15 ] |
| 2016年（平成28年） | 497              | [ 静岡県 16 ] |
| 2017年（平成29年） | 497              | [ 静岡県 17 ] |
| 2018年（平成30年） | 450              | [ 静岡県 18 ] |
| 2019年（令和元年） | 450              | [ 静岡県 19 ] |
| 2020年（令和02年） | 347              | [ 静岡県 20 ] |
| 2021年（令和03年） | 348              | [ 静岡県 1 ]  |

## 駅周辺
- 小山町立足柄小学校
- 静岡県立小山高等学校
- 足柄ふれあい公園

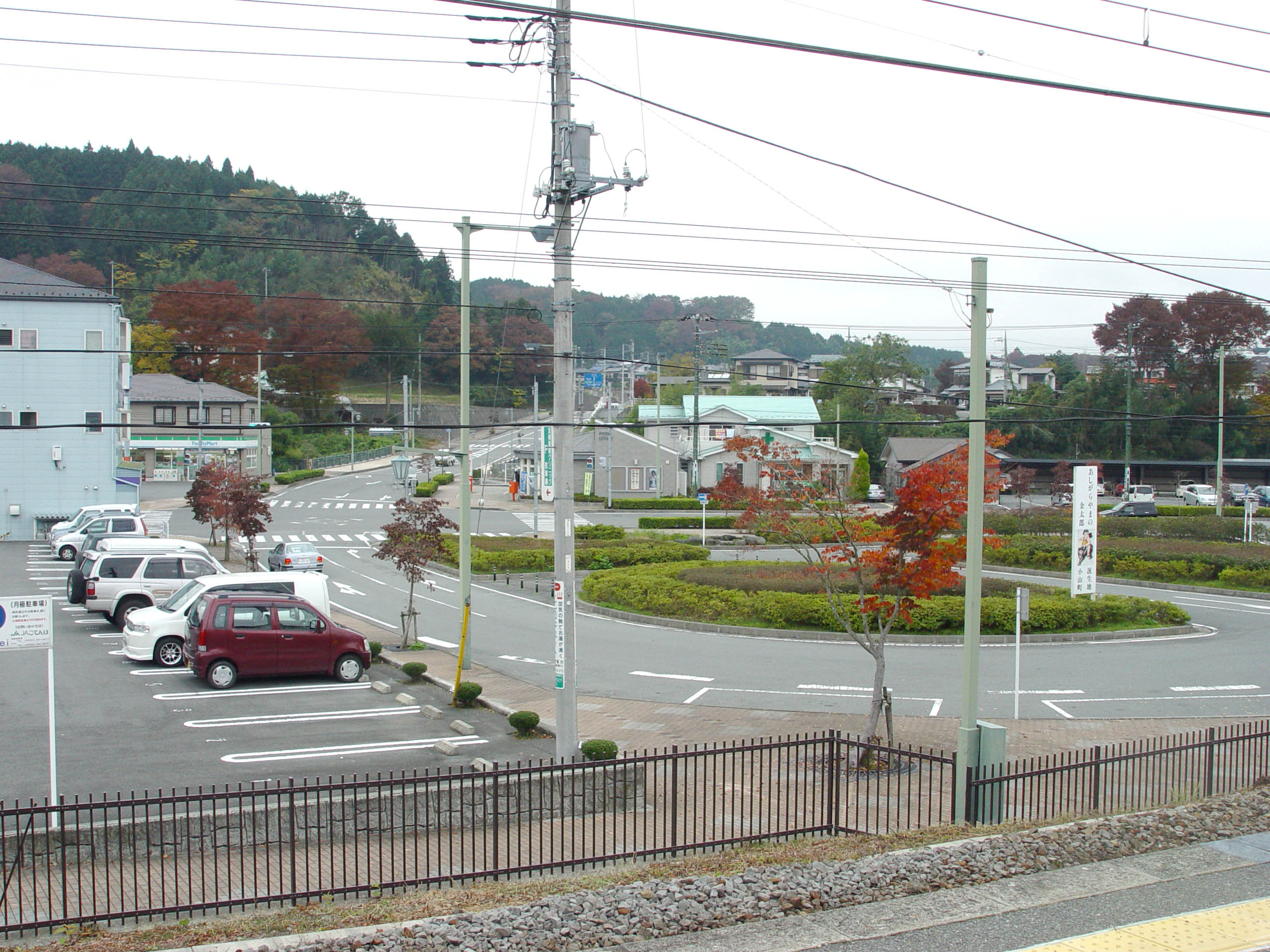
駅前（2005年11月）

- 東名高速道路 足柄バスストップ（東名足柄バス停）
- 金時山「足柄登山道」
- 足柄駅前郵便局
- あしがら温泉

## バス路線
「足柄駅」停留所にて、小山町コミュニティバスの路線バスが発着する（運行は富士急モビリティが受託）。
- 足柄ルート：小山中学校・小山役場前 / 小山高校 / 向桑木
- 須走ルート：紅富台入口 / 小山高校

## 登場する作品
- 映画「チチを撮りに」（2013年）[注釈 2]
- 「デリバリーお姉さんNEO」第4話（2017年5月、テレビ神奈川）

## 隣の駅
東海旅客鉄道（JR東海）
CB 御殿場線
駿河小山駅 (CB08) - 足柄駅 (CB09) - 御殿場駅 (CB10)

### 記事本文